# Shoreham, Vermont
Shoreham är en kommun (town) i Addison County i delstaten Vermont i USA. Vid folkräkningen år 2000 bodde 1 222 personer på orten. Den har enligt United States Census Bureau en area på totalt 120 km², varav 7,3 km² är vatten. 